# Albertia vermiculus
Albertia vermiculus är en hjuldjursart som beskrevs av Félix Dujardin 1838. Albertia vermiculus ingår i släktet Albertia och familjen Dicranophoridae. Inga underarter finns listade i Catalogue of Life.